# Индивидуа
Индивидуа или појединац, је појединачно биће, јединка, целовита особа, различита од свих других људи. У филозофији, појам индивидуа означава аутономну, самосвесну и самосвојну јединку, појединца којем властита егзистенција постаје важан проблем. У психотерапији, појединац је у средишту пажње, а дефинисана је као систем структурисане јединствености. Целокупна психологија бави се, у ствари, индивидуама, њиховим искуством и понашањем, али ипак, од психолошких дисциплина, њоме се највише баве психологија личности и клиничка психологија. Такође, појединац је у центру пажње социјалног рада, иако се приступи проширују и на породицу, групу и заједницу.